# A vallás a nép ópiuma
Karl Marx egyik leggyakrabban idézett és átfogalmazott kijelentése, miszerint a vallás a nép ópiuma, a filozófus 1843-ban született írásából, A hegeli jogfilozófia kritikájához című művének bevezetőjéből származik.

## A teljes idézet, együtt a szövegkörnyezetével
„A vallástalan kritika alapzata: az ember csinálja a vallást, nem a vallás csinálja az embert. Mégpedig a vallás annak az embernek az öntudata és az önérzete, aki még vagy nem szerezte meg önmagát, vagy már ismét elvesztette. De az ember nem valami elvont, a világon kívül kuksoló lény. Az ember az az ember világa, az állam, a társadalom. Ez az állam, ez a társadalom termeli a vallást, egy visszájára fordított világtudatot, mert maga is visszájára fordított világ. A vallás ennek a világnak az általános elmélete, enciklopédikus összefoglalása, népszerű formába öntött logikája, spiritualista becsületügye, lelkesedése, erkölcsi szentesítése, ünnepélyes kiegészítése, általános vigasztaló és igazoló alapja. A vallás az emberi lényeg fantasztikus megvalósulása, mert az emberi lényegnek nincs igazi valósága. A vallás elleni küzdelem tehát közvetve küzdelem ama világ ellen, amelynek szellemi aromája a vallás.
A vallási nyomorúság a valóságos nyomorúság kifejezése, a egyszersmind tiltakozás a valóságos nyomorúság ellen. A vallás a szorongatott teremtmény sóhaja, egy szívtelen világ lelke, mint ahogyan szellemtelen állapotok szelleme. A vallás a nép ópiuma.
A vallást mint a nép illuzórikus boldogságát megszüntetni annyi, mint a nép valóságos boldogságát követelni. Az állapotáról táplált illúziók feladását követelni annyi, mint amaz állapot feladását követelni, amely rászorul az illúziókra. A vallás kritikája tehát csírájában ama siralomvölgy kritikája, amelynek szentfénye a vallás.”

– Karl Marx

## A szöveg értelmezése
Marx a strukturális funkcionalizmus érvelésével tette meg állítását a vallásról, különösen a tételes vallásokról. Marx szerint a vallásnak volt gyakorlati szerepe a társadalomban, és ez hasonlított az ópiumhoz, amit a beteg vagy sebesült embereknek adtak: csökkentette a közvetlen szenvedést és kellemes illúziókat adott, amelyek lehetővé tették, hogy folytassa életét. Marx ugyanakkor károsnak is tartotta a vallást, mivel akadályozta az embereket az osztályelnyomás és a kizsákmányolás felismerésében, így akadályozta a szükséges forradalom megvalósulását.

## Története
Marx 1843-ban írta ezeket a sorokat Georg Wilhelm Friedrich Hegel 1820-ban megjelent művének, A jogfilozófia alapvonásai (Grundlinien der Philosophie des Rechts) bírálatának bevezetőjében. A bevezetés szövegét 1944-ben jelentették meg a Német-francia évkönyvek (Deutsch–Französische Jahrbücher) című, mindössze 1000 példányban megjelenő folyóiratban. A könyv teljes egészében csak Marx halála után jelent meg. Az írás megjelenésekor, és az egész 19. században alig váltott ki visszhangot, csak a 20. században vált széles körben ismertté és idézetté.

## Előzmények
A vallást már a 17. századtól élesen kritizálták különböző filozófusok. Edward Herbert, valamint Anthony Collins a papok csalásának nevezte. Julien Offray de La Mettrie szerint csak az ateizmus biztosíthatja az emberek jólétét, mivel megakadályozza a vallásháborúkat. Claude Adrien Helvétius szerint a vallás megtéveszti az embereket, akik így azt képzelik, hogy érdekükben áll vakoknak maradniuk. Paul Henri Thiry d’Holbach szerint az ateisták zúzzák szét az emberi faj számára káros rémképeket. Voltaire szerint a vallásalapítók csalnak hatalmi érdekeiknek megfelelően, de végső soron az Istenbe vetett hit biztosítja az emberi társadalom folytonosságát. Az ópiumhoz hasonlító metaforákat már Marx előtt is alkalmaztak.
A vallásellenesség a francia forradalom idején terrorba is torkollott. Pierre-Joseph Proudhon ekkoriban idézte nagybátyja mondását, miszerint  „A vallás annyira fontos az emberek számára, mint a kenyér, ugyanakkor annyira káros számukra, mint a méreg”
1798-ban írta Novalis "Blüthenstaub" ("Pollen") című művében:

„Ihre sogenannte Religion wirkt bloß wie ein Opiat reizend, betäubend, Schmerzen aus Schwäche stillend.

(Az úgynevezett vallásuk úgy működik, mint az egyszerű ópium – stimulál; zsibbaszt; csillapítja a gyengeség fájdalmát.)”

– Novalis

Az ópium mint a látszólag kellemes érzéstelenítés eszköze az európai érdeklődés előterébe került az Anglia által Kína ellen vívott ópiumháború idején, 1839 és 1842 között. Másrészt ebben az időben nyert teret az ópium orvosi alkalmazása is. 1846-tól a sebészetben már minden műtéthez alkalmazták, szemben a korábbi gyakorlattal, amikor csak a legnagyobb operációkhoz vették igénybe.
Azt a gondolatot, hogy a vallás bódító hatású lehet, Helmut Gollwitzer egészen Holbachig visszavezette. Johann Wolfgang von Goethe is narkotikus hatásúnak nevezte Friedrich Wilhelm Krummacher összegyűjtött prédikációit. Friedrich Engels, Marx eszmetársa, 1839-ben „Wuppertali leveleiben” a vallásról és az alkoholról mint kábítszerekről írt. Bruno Bauer filozófus nevezte először jelzős szerkezetben ópiumszerűnek a vallást. Moses Hess is összefüggésbe hozta 1843-ban az ópiumot, a vallást és az alkoholt.
A kérdés kutatói az tartják a legvalószínűbbnek, hogy a közvetlen hatást Marxra Heinrich Heine gyakorolta, akit 1843-ban ismert meg. Heine már 1840-ben használta ezt az analógiát Ludwig Börnéről írott esszéjében:

„Legyen üdvözölve a vallás, ami a szenvedő emberi faj keserű kelyhébe a lelki ópium édes altató cseppjeit tölti, a szeretet, a reménység és a hit cseppjeit.”

– Heine

Charles Kingsley, az angol egyház kanonokja írta mindössze négy évvel Marx után, tőle nyilván függetlenül:

„We have used the Bible as if it were a mere special constable's hand book, an opium dose for keeping beasts of burden patient while they were being overloaded, a mere book to keep the poor in order. 
(Úgy használtuk a Bibliát, mintha csak egy rendőr kézikönyve lenne, egy adag ópium, hogy tartsa türelemben a teherhordó állatokat, míg azokat túlzottan megrakodják, mint egy könyvet, ami csak arra szolgál, hogy a szegényeket rendre szoktassa.)”

– Kingsley

## Utóélet
Lenin 1905-ben cikket írt a Novaja Zsizny folyóiratba Szocializmus és vallás címmel. A cikkben a marxi elméletet a következőképpen fejti ki:

„Aki egész életében dolgozik és nélkülöz, azt a vallás arra tanítja, hogy legyen alázatos és türelmes földi életében, a mennyei jutalom reményével vigasztalja. Akik meg mások munkájából élnek, azokat arra tanítja a vallás, hogy legyenek jótékonyak földi életükben, s ezzel nagyon olcsó mentséget ajánl nekik kizsákmányolói létükre, jutányos áron ad nekik jegyeket a mennyei boldogságra. A vallás ópium a nép számára. A vallás a szellemi pálinka egy neme, amelybe a tőkés rabszolgái belefojtják emberi mivoltukat, csak valamelyest is emberi létre való igényeiket.”

– Lenin (Novaja Zsizny, 28. szám, 1905 december 3.)

A 20. század második felétől a nyugati országok nagy részében a vallásosság erősen visszaszorult. Egyes modern gondolkodók ebben a helyzetben arról írnak, hogy a vallás szerepét a nép ópiumaként, a figyelem elterelőiként a társadalmi igazságtalanságokról, más eszközök vették át, mint a látványsportok, a celebek, a szórakoztatóipar.

## Fordítás
- Ez a szócikk részben vagy egészben  az   Opium of the people című angol Wikipédia-szócikk ezen változatának fordításán alapul.  Az eredeti cikk szerkesztőit annak laptörténete sorolja fel. Ez a jelzés csupán a megfogalmazás eredetét és a szerzői jogokat jelzi, nem szolgál a cikkben szereplő információk forrásmegjelöléseként.
- Ez a szócikk részben vagy egészben  az   Opium des Volkes című német Wikipédia-szócikk ezen változatának fordításán alapul.  Az eredeti cikk szerkesztőit annak laptörténete sorolja fel. Ez a jelzés csupán a megfogalmazás eredetét és a szerzői jogokat jelzi, nem szolgál a cikkben szereplő információk forrásmegjelöléseként.